# Orientchristen
Als Orientchristen, Orientalische Christen oder Ostchristen werden Angehörige vorreformatorischer Kirchen im Nahen Osten bezeichnet. Dazu zählen u. a. assyrische/aramäische, iranische, türkische, armenische, äthiopische, koptische sowie arabische Christen.
Mindestens bis zum Jahr 1000 n. Chr. bildeten die Orientchristen noch die Mehrheit in den  heute islamischen Staaten. Sie bilden gegenwärtig etwa 39 % der Bevölkerung des Libanon. In Ägypten sind sie mit Bevölkerungsanteilen von etwa 10 % vertreten. In Jordanien stellen sie etwa 5 % der Bevölkerung, etwas mehr in Syrien und etwas weniger in Palästina und im Irak. Die Nichtmuslime auf dem Gebiet der heutigen Türkei, die bis 1927 ca. 2,5 % der Bevölkerung stellten, sind z. B. durch den Pogrom von Istanbul in den 1950er Jahren, durch Repressalien und Auswanderung auf maximal 0,3 % der Bevölkerung dahin geschmolzen. Im Iran hat sich ihre Zahl seit der islamischen Revolution sehr vermindert. Heute stellen sie nur noch 0,5 % der Bevölkerung.
Schon in Byzantinischer Zeit gab es in den Gebieten, in denen heute Orientchristen leben, eine Mehrzahl christlicher Konfessionen. Später trat oft eine weitere Zersplitterung ein. Die römisch-katholische Kirche versuchte lange und durchaus mit Erfolg, christliche Gruppen im Orient durch Kirchenunionen an sich zu binden. Bekanntestes Beispiel sind die Maroniten und die Chaldäer. Oftmals wurden jedoch auch Gemeinschaften gespalten, etwa die griechisch-orthodoxe Gemeinschaft, die heute auch einen griechisch-katholischen Zweig hat.
Seit dem 19. Jahrhundert wirkten vor allem US-amerikanische, protestantische Missionare unter den Orientchristen und gründeten viele kleine protestantische Gemeinschaften.

## Demographie in der Neuzeit
Durch Konversion zum Islam, Emigration, Kriege und Pogrome (z. B. Völkermord an den Aramäern, Massaker an den Pontosgriechen und den Armeniern) sowie demographischen Wandel ging der Bevölkerungsanteil der Christen in der Region ständig zurück.
1900 betrug er noch über 20 % in Ägypten, 30 % in Syrien und über 50 % im Libanon.
Für 1970 gibt die Statistik an: Ägypten 4,27 Mio. = 13 %, Libanon 1,035 Mio. = 50 %, Syrien 0,591 Mio. = 10 %, Irak 0,295 Mio. = 4 %, Jordanien 0,195 Mio. = 10 %, Israel und palästinensische Gebiete 0,15 Mio. = 10 % der arabischen Bevölkerung.
Im Jahre 2006 beträgt der christliche Anteil im Nahen Osten: Syrien 10 %, Ägypten 7 %, Libanon fast 50 %. Damit schwinden auch die Chancen, dass die Christen in den Staaten repräsentiert werden. Zusätzlich erschwert das Aufkommen der Islamisten das Leben religiöser Minderheiten im Orient.
Die Ursiedlungsgebiete der Urbevölkerung des syro-mesopotamischen Raumes werden seit vielen Jahren von Orientchristen rigoros entleert. So haben die Massaker und Deportierungen in der Türkei am Anfang des letzten Jahrhunderts mehr als 500.000 Einheimischen das Leben gekostet. Die meisten der Überlebenden haben ihre Ursiedlungsgebiete verlassen und siedelten in den Süden über. Siehe auch: Christenverfolgung.

## Christliche Identität
Christen im Orient werden oft von Außenstehenden (aus Unwissenheit) aber auch von ihren muslimischen Mitbürgern (aus Gründen der Assimilierung) als Araber bezeichnet, andererseits werden oft arabische Christen von Muslimen als Nicht-Araber angesehen. Dabei wird sowohl von westlicher als auch von islamischer Seite häufig „arabisch“ mit „islamisch“ gleichgesetzt bzw. assoziiert, was nicht korrekt ist. In der Region gibt es keine homogene christlich geprägte Ethnie, sondern verschiedene Ethnien (Araber, Armenier, Assyrer, Kaukasen, Europäer etc.). Viele nicht-arabische Christen im Orient bezeichnen sich deshalb auch als Phönizier (im Libanon), die syrisch-aramäischsprachigen Christen als Aramäer, Assyrer oder auch Chaldo-Assyrer, als Kopten in Ägypten, oder Armenier (wenn sie außerhalb Armeniens leben), um sich eine eigene Identität zu schaffen bzw. -bezeichnung zu geben. Die Bezeichnungen gehen in der Regel auf die Namen ihrer antiken vorchristlichen Vorfahren zurück. Die Verwendung des Begriffes „Phönizier“ in der Neuzeit geht auf Michel Chiha und Yussef al-Sauda zurück. Die Fragestellung der kulturellen, sprachlichen, historischen, politischen und religiösen Identität wird im Orient oft sehr kontrovers diskutiert und zeigt die schwierige Problematik im arabischen bzw. islamischen Raum mit den Minderheiten.
Die alten Völkerschaften Mesopotamiens und Syriens verschmolzen untereinander. Ihre Nachfahren finden eine starke Verbindung zueinander als die Urbevölkerung des Gebietes. Dies wird durch die Verwurzelung in ihrer historischen Heimat und die Verbundenheit in der syrischen Sprache bewirkt. Dies übertrug mit sich sehr viele Traditionen – auch in die Nationalkirchen und wuchs in dem Bewusstsein der Orientchristen des syro-mesopotamischen Raumes weiter. So bietet die Zugehörigkeit zu den einheimischen, ostorientalischen Kirchen nicht nur eine zusätzliche Identität, sondern auch eine Stärkung der nationalen Zugehörigkeit und deren Wurzeln.
Im Libanon prägte sich eine ostchristliche Identität, und schon lange wird von einer ostchristlichen Gesellschaft gesprochen.

## Rolle der Orientchristen
Die Orientchristen waren und sind vielfach Motor der gesellschaftlichen und technologischen Entwicklung im arabischen Raum. Durch Mehrsprachigkeit und durch Erfahrungen während Auslandsaufenthalten im Westen, haben sie Beiträge zur Säkularisierung, Naturwissenschaften und Medizin, Bildung, Journalismus und Kultur im Allgemeinen geleistet.
Die Kulturvermittlerposition der ostsyrischen Schriftsteller im islamischen Reich wirkte tief auf die sich entwickelnden muslimischen Lehrsysteme ein. Bedeutende muslimische bzw. islamische Philosophen hatten ostsyrische Lehrmeister.